# Discografia delle The Supremes
Questa pagina contiene la discografia del gruppo musicale statunitense The Supremes. Il gruppo ha avuto trentatré dei loro singoli all'interno della top 40 delle classifiche Billboard, ventitré nella top ten sia degli Stati Uniti che del Regno Unito e dodici alla vetta della Billboard Hot 100

## Album
| Anno                      | Titolo                                                             | U.S.         | UK           | U.S. R&B     |              |
| The Supremes              | The Supremes                                                       | The Supremes | The Supremes | The Supremes | The Supremes |
| ------------------------- | ------------------------------------------------------------------ | ------------ | ------------ | ------------ | ------------ |
| 1962                      | Meet The Supremes                                                  | —            | 8            | —            |              |
| 1964                      | Where Did Our Love Go                                              | 2            | —            | 1            |              |
| 1964                      | A Bit of Liverpool                                                 | 21           | —            | 5            |              |
| 1965                      | The Supremes Sing Country, Western and Pop                         | 79           | —            | —            |              |
| 1965                      | We Remember Sam Cooke                                              | 75           | —            | 5            |              |
| 1965                      | More Hits by The Supremes                                          | 6            |              | 2            |              |
| 1965                      | The Supremes at the Copa                                           | 11           | —            | 6            |              |
| 1965                      | Merry Christmas                                                    | —            | —            | —            |              |
| 1966                      | I Hear a Symphony                                                  | 8            | —            | 1            |              |
| 1966                      | The Supremes A' Go-Go                                              | 1            | 15           | 1            |              |
| 1967                      | The Supremes Sing Holland-Dozier-Holland                           | 6            | 15           | 1            |              |
| 1967                      | The Supremes Sing Rodgers & Hart                                   | 20           | 25           | 3            |              |
| Diana Ross & the Supremes |                                                                    |              |              |              |              |
| 1967                      | Greatest Hits                                                      | 1            | 1            | 1            |              |
| 1968                      | Reflections                                                        | 18           | 30           | 3            |              |
| 1968                      | Live at London's Talk of the Town                                  | 57           | 6            | 6            |              |
| 1968                      | Diana Ross & the Supremes Sing and Perform "Funny Girl"            | 150          | —            | —            |              |
| 1968                      | Diana Ross & the Supremes Join the Temptations con The Temptations | 2            | 1            | 1            |              |
| 1968                      | Love Child                                                         | 14           | 8            | 3            |              |
| 1968                      | TCB                                                                | 1            | 11           | 1            |              |
| 1969                      | Let the Sunshine In                                                | 24           | —            | 7            |              |
| 1969                      | Together con The Temptation                                        | 28           | 28           | 6            |              |
| 1969                      | Cream of the Crop                                                  | 33           | 34           | 3            |              |
| 1969                      | G.I.T. on Broadway con The Temptation                              | 38           | —            | 4            |              |
| 1969                      | Greatest Hits Vol. 3                                               | 31           | 29           | 5            |              |
| 1970                      | Farewell                                                           | 46           | —            | 31           |              |
| The Supremes              |                                                                    |              |              |              |              |
| 1970                      | Right On                                                           | 25           | —            | 4            |              |
| 1970                      | The Magnificent 7 con i Four Tops                                  | 113          | —            | 6            |              |
| 1970                      | New Ways but Love Stays                                            | 68           | —            | 12           |              |
| 1970                      | The Return of the Magnificent 7 con i Four Tops                    | 154          | —            | —            |              |
| 1971                      | Touch                                                              | 85           | 40           | 6            |              |
| 1971                      | Dynamite! con i Four Tops                                          | 160          | —            | 21           |              |
| 1972                      | Floy Joy                                                           | 54           | —            | 12           |              |
| 1972                      | The Supremes Produced and Arranged by Jimmy Webb                   | 129          | —            | 27           |              |
| 1973                      | The Supremes Live! In Japan                                        | —            | —            | —            |              |
| 1975                      | The Supremes                                                       | 152          | —            | 25           |              |
| 1976                      | High Energy                                                        | 42           | —            | 24           |              |
| 1976                      | Mary, Scherrie & Susaye                                            | —            | —            | —            |              |
| 1978                      | At Their Best                                                      | —            | —            | —            |              |

### Raccolte
| Anno | Titolo                                                                                             |
| ---- | -------------------------------------------------------------------------------------------------- |
| 1974 | Diana Ross & The Supremes Anthology                                                                |
| 1974 | Greatest Hits: The Supremes Featuring Mary Wilson                                                  |
| 1977 | 20 Golden Greats                                                                                   |
| 1985 | Diana Ross & The Supremes: 25th Anniversary Collection                                             |
| 1986 | Diana Ross & The Supremes Anthology                                                                |
| 1987 | The Never-Before-Released Masters                                                                  |
| 1995 | The Best of Diana Ross & The Supremes: Anthology                                                   |
| 1997 | Diana Ross & The Supremes: The Ultimate Collection                                                 |
| 2000 | The Supremes                                                                                       |
| 2000 | 20th Century Masters: The Best of Diana Ross & The Supremes, Vol. 1                                |
| 2000 | 20th Century Masters: The Best of Diana Ross & The Supremes, Vol. 2                                |
| 2001 | Diana Ross & The Supremes Anthology                                                                |
| 2002 | The 70s Anthology                                                                                  |
| 2003 | Diana Ross & The Supremes: The No. 1's                                                             |
| 2004 | There's a Place for Us                                                                             |
| 2005 | The Supremes: Gold                                                                                 |
| 2006 | This Is The Story: The 70s Albums Vol. 1 - 1970-1973                                               |
| 2007 | Diana Ross & The Supremes Remixes                                                                  |
| 2008 | Diana Ross & The Supremes - Let the Music Play: Supreme Rarities 1960-1969 (Motown's Lost & Found) |

## Singoli
| Anno                      | Lato A Lato B                                                                          | Cantante                                                                 | U.S.          | U.S. CB       | U.S. R&B      | UK            |               |
| The Primettes             | The Primettes                                                                          | The Primettes                                                            | The Primettes | The Primettes | The Primettes | The Primettes | The Primettes |
| ------------------------- | -------------------------------------------------------------------------------------- | ------------------------------------------------------------------------ | ------------- | ------------- | ------------- | ------------- | ------------- |
| 1960                      | Tears of Sorrow Pretty Baby                                                            | Diane Ross Mary Wilson                                                   | —             | —             | —             | —             |               |
| The Supremes              |                                                                                        |                                                                          |               |               |               |               |               |
| 1961                      | I Want a Guy Never Again                                                               | Diana Ross                                                               | —             | —             | —             | —             |               |
| 1961                      | Buttered Popcorn Who's Lovin' You                                                      | Florence Ballard                                                         | —             | —             | —             | —             |               |
| 1962                      | Your Heart Belongs to Me (He's) Seventeen                                              | Diana Ross                                                               | 95            | —             | —             | —             |               |
| 1962                      | Let Me Go the Right Way Time Changes Things                                            | Diana Ross                                                               | 90            | —             | 26            | —             |               |
| 1963                      | My Heart Can't Take It No More You Bring Back Memories                                 | Diana Ross                                                               | 129           | —             | —             | —             |               |
| 1963                      | A Breath Taking Guy/(The Man with the) Rock and Roll Banjo Band                        | Diana Ross                                                               | 75            | —             | —             | —             |               |
| 1963                      | When the Lovelight Starts Shining Through His Eyes Standing at the Crossroads of Love  | Diana Ross                                                               | 23            | —             | 2             | —             |               |
| 1964                      | Run, Run, Run I'm Giving You Your Freedom                                              | Diana Ross                                                               | 93            | —             | 22            | —             |               |
| 1964                      | Where Did Our Love Go He Means the World to Me                                         | Diana Ross                                                               | 1             | 1             | 1             | 3             |               |
| 1964                      | Baby Love Ask Any Girl                                                                 | Diana Ross                                                               | 1             | 1             | 1             | 1             |               |
| 1964                      | Come See About Me (You're Gone But) Always in My Heart                                 | Diana Ross                                                               | 1             | 1             | 3             | 27            |               |
| 1965                      | Stop! In the Name of Love I'm in Love Again                                            | Diana Ross                                                               | 1             | 1             | 2             | 7             |               |
| 1965                      | Back in My Arms Again Whisper You Love Me Boy                                          | Diana Ross                                                               | 1             | 1             | 1             | 40            |               |
| 1965                      | Nothing but Heartaches He Holds His Own                                                | Diana Ross                                                               | 11            | 8             | 6             | —             |               |
| 1965                      | I Hear a Symphony Who Could Ever Doubt My Love                                         | Diana Ross                                                               | 1             | 1             | 2             | 39            |               |
| 1965                      | Things Are Changing                                                                    | Diana Ross                                                               | —             | —             | —             | —             |               |
| 1965                      | Children's Christmas Song Twinkle, Twinkle, Little Me                                  | Diana Ross                                                               | —             | —             | —             | —             |               |
| 1965                      | My World Is Empty Without You Everything is Good About You                             | Diana Ross                                                               | 5             | 5             | 10            | —             |               |
| 1966                      | Love Is Like an Itching in My Heart He's All I Got                                     | Diana Ross                                                               | 9             | 9             | 7             | —             |               |
| 1966                      | You Can't Hurry Love Put Yourself in My Place                                          | Diana Ross                                                               | 1             | 1             | 1             | 3             |               |
| 1966                      | You Keep Me Hangin' On Remove This Doubt                                               | Diana Ross                                                               | 1             | 1             | 1             | 8             |               |
| 1967                      | Love Is Here and Now You're Gone Theres No Stopping Us Now                             | Diana Ross                                                               | 1             | 1             | 1             | 17            |               |
| 1967                      | The Happening All I Know About You                                                     | Diana Ross                                                               | 1             | 1             | 12            | 6             |               |
| Diana Ross & the Supremes |                                                                                        |                                                                          |               |               |               |               |               |
| 1967                      | Reflections Going Down for the Third Time                                              | Diana Ross                                                               | 2             | 2             | 4             | 5             |               |
| 1967                      | In and Out of Love I Guess I'll Always Love You                                        | Diana Ross                                                               | 9             | 10            | 16            | 13            |               |
| 1968                      | Forever Came Today1 Time Changes Things1                                               | Diana Ross                                                               | 28            | 13            | 17            | 28            |               |
| 1968                      | Some Things You Never Get Used To 1 You've Been So Wonderful to Me                     | Diana Ross                                                               | 30            | 22            | 43            | 34            |               |
| 1968                      | Love Child 1 Will This Be the Day                                                      | Diana Ross                                                               | 1             | 1             | 2             | 15            |               |
| 1968                      | I'm Gonna Make You Love Me A Place in the Sun                                          | Diana Ross, Eddie Kendricks Diana Ross, Paul Williams                    | 2             | 1             | 2             | 3             |               |
| 1969                      | I'm Livin' in Shame 1 I'm So Glad (I Got Somebody Like You Around) Con The Temptations | Diana Ross                                                               | 10            | 8             | 8             | 14            |               |
| 1969                      | I'll Try Something New The Way You Do the Things You Do Con The Temptations            | Diana Ross, Eddie Kendricks, Melvin Franklin Diana Ross, Eddie Kendricks | 25            | 21            | 8             | —             |               |
| 1969                      | The Composer1 The Beginning of the End                                                 | Diana Ross                                                               | 27            | 21            | 21            |               |               |
| 1969                      | No Matter What Sign You Are1 The Young Folks                                           | Diana Ross                                                               | 31 69         | 27            | 17            | 37            |               |
| 1969                      | I Second That Emotion The Way You Do The Things You Do Con The Temptations             | Diana Ross, Eddie Kendricks                                              | —             | —             | —             | 19            |               |
| 1969                      | The Weight For Better for Worse Con The Temptations                                    | Diana Ross, Eddie Kendricks, Paul Williams Diana Ross, Eddie Kendricks   | 46            | 39            | 33            | —             |               |
| 1969                      | Someday We'll Be Together He's My Sunny Boy                                            | Diana Ross, Johnny Bristol Diana Ross                                    | 1             | 1             | 1             | 13            |               |
| 1970                      | Why (Must We Fall in Love) Uptight (Everything's Alright) Con The Temptations          | Diana Ross, Eddie Kendricks Diana Ross, Paul Williams                    | —             | —             | —             |               |               |
| The Supremes              |                                                                                        |                                                                          |               |               |               |               |               |
| 1970                      | Up the Ladder to the Roof Bill, When Are You Coming Back                               | Jean Terrell                                                             | 10            | 9             | 5             | 6             |               |
| 1970                      | Everybody's Got the Right to Love But I Love You More                                  | Jean Terrell                                                             | 21            | 14            | 11            | —             |               |
| 1970                      | Stoned Love Shine on Me                                                                | Jean Terrell                                                             | 7             | 5             | 1             | 3             |               |
| 1970                      | River Deep - Mountain High Together We Can Make Such Sweet Music Con i Four Tops       | Jean Terrell, Levi Stubbs Jean Terrell                                   | 14            | —             | 7             | 11            |               |
| 1971                      | Nathan Jones Happy (Is a Bumpy Road)                                                   | Ensemble Jean Terrell                                                    | 16            | 10            | 8             | 5             |               |
| 1971                      | You Gotta Have Love in Your Heart I'm Glad About It Con i Four Tops                    | Jean Terrell, Levi Stubbs                                                | 55            | —             | 41            | 25            |               |
| 1971                      | Touch It's So Hard for Me to Say Good-bye                                              | Jean Terrell, Mary Wilson Jean Terrell                                   | 71            | 53            | —             | —             |               |
| 1971                      | Floy Joy This Is the Story                                                             | Jean Terrell, Mary Wilson Jean Terrell                                   | 16            | 16            | 5             | 9             |               |
| 1972                      | Automatically Sunshine Precious Little Things                                          | Jean Terrell, Mary Wilson Jean Terrell                                   | 37            | 37            | 21            | 10            |               |
| 1972                      | Your Wonderful Sweet, Sweet Love The Wisdom of Time                                    | Jean Terrell                                                             | 59            | 70            | 22            | —             |               |
| 1972                      | I Guess I'll Miss the Man Over and Over                                                | Jean Terrell                                                             | 85            | 100           | —             | —             |               |
| 1973                      | Bad Weather Oh Be My Love                                                              | Jean Terrell                                                             | 87            | —             | 74            | 37            |               |
| 1974                      | Baby Love                                                                              | Diana Ross                                                               | —             | —             | —             | 12            |               |
| 1975                      | He's My Man Give Out, but Don't Give Up                                                | Scherrie Payne, Mary Wilson                                              | —             | —             | 69            | —             |               |
| 1975                      | Early Morning Love Where Is It I Belong                                                | Scherrie Payne, Mary Wilson                                              | —             | —             | —             | —             |               |
| 1975                      | Where Do I Go from Here Give Out, but Don't Give Up                                    | Scherrie Payne                                                           | —             | —             | 93            | —             |               |
| 1976                      | High Energy                                                                            | Susaye Greene                                                            | —             | —             | —             | —             |               |
| 1976                      | I'm Gonna Let My Heart Do the Walking Early Morning Love                               | Scherrie Payne Mary Wilson                                               | 40            | 54            | 25            | —             |               |
| 1976                      | You're My Driving Wheel You're What's Missing in My Life                               | Scherrie Payne Scherrie Payne, Mary Wilson                               | 85            | —             | 50            | —             |               |
| 1977                      | Love I Never Knew You Could Feel So Good                                               | Scherrie Payne                                                           | —             | —             | —             | —             |               |
| 1977                      | Let Yourself Go You Are the Heart of Me                                                | Scherrie Payne Mary Wilson                                               | —             | —             | 83            | —             |               |
| 1989                      | Stop! In the Name of Love                                                              | Diana Ross                                                               | —             | —             | —             | 62            |               |